# Farrenstall

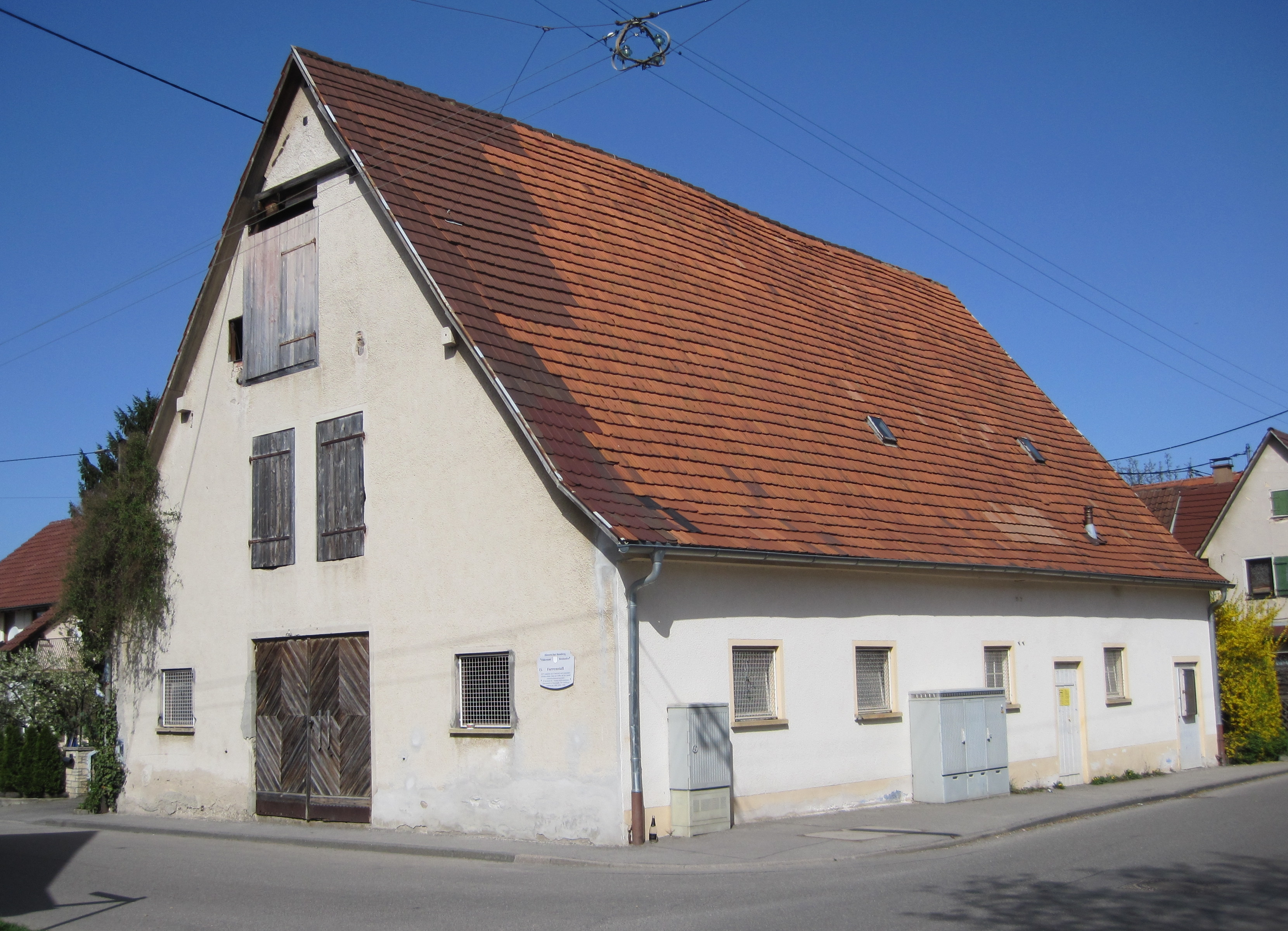
Farrenstall in Bonlanden

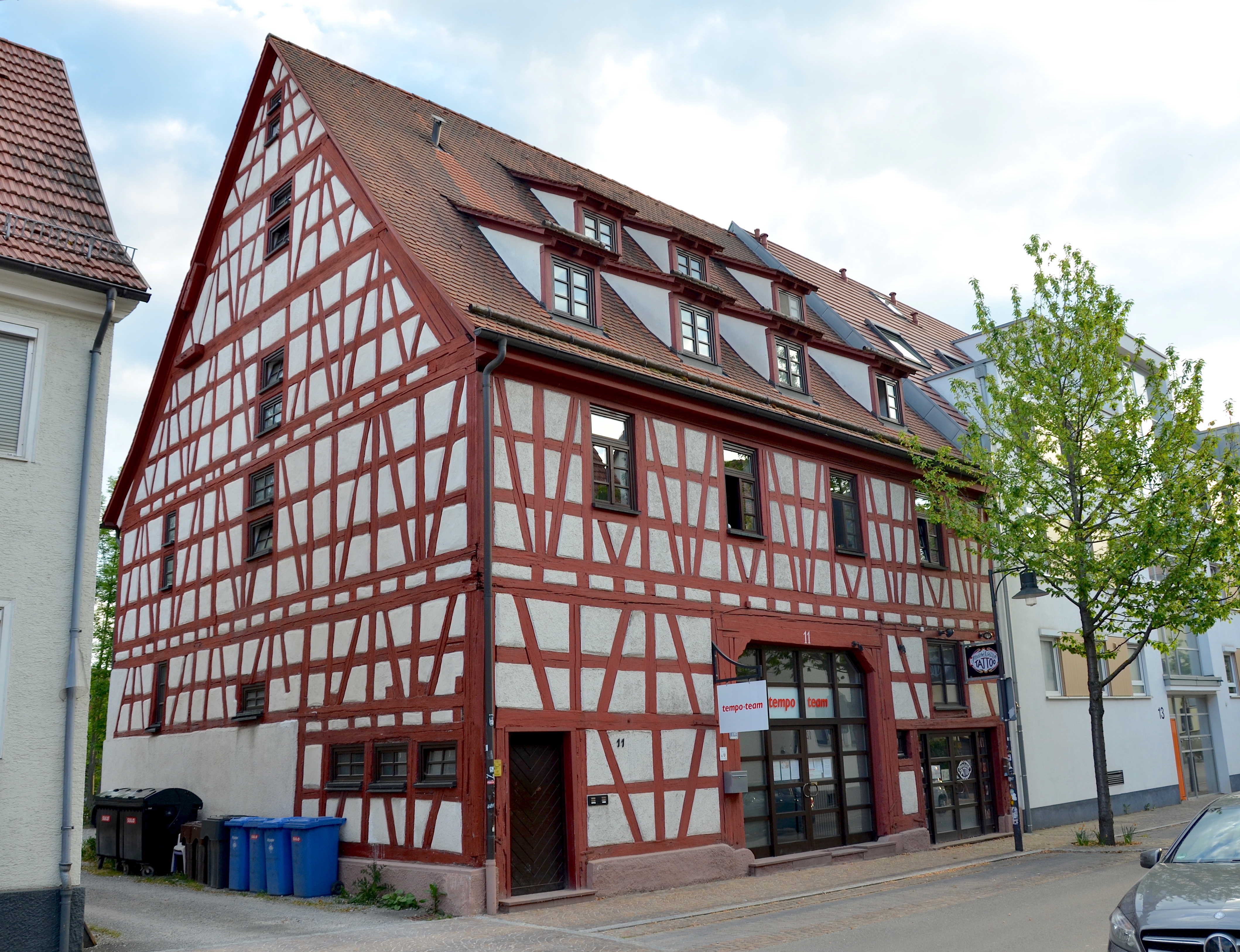
Ehemaliger städtischer Farrenstall und Scheune in Balingen, heute saniertes Wohn- und Geschäftshaus

Als Farrenstall bezeichnet man im Raum von Baden-Württemberg ein Gebäude, in dem die gemeindeeigene Vatertierhaltung betrieben wurde. In Schwaben galt die Bezeichnung Hägestall, in Hessen Faselstall.

## Geschichte
In vielen deutschsprachigen Bereichen, so auch im Königreich Württemberg, wurde die Pflicht zur Vatertierhaltung den Gemeinden bereits in der ersten Hälfte des 19. Jahrhunderts auferlegt. Teilweise kam man dieser Pflicht nach, indem man einzelne Bauern für die Haltung der Vatertiere entlohnte, meist setzte es sich aber mit der Zeit durch, ein gemeindeeigenes Gebäude zur Haltung der Vatertiere zu bauen. 
Obwohl mit § 17 der Tierzuchtdurchführungsverordnung (TierZDVO) die gemeindliche Pflicht zur Vatertierhaltung erst zum 1. Januar 2000 wegfiel, setzte sich bereits seit den 1960er Jahren die künstliche Besamung immer weiter durch, so dass die meisten Farrenställe bereits vor 1980 ihre Funktion verloren und aufgegeben wurden.
Die leerstehenden Gebäude, die meist Bestandteil der Gemeindetradition waren und dazu häufig unter Denkmalschutz standen, wurden oft umgebaut und anderen Zwecken zugeführt, wobei der Name „Farrenstall“ beibehalten wurde. So findet man derzeit in vielen Gemeinden Gemeinde- oder Jugendzentren, Gaststätten und Vereinsheime, deren Name noch auf diese ursprüngliche Verwendung des Gebäudes hinweist.
Die Bezeichnung Farrenstall leitete sich von dem schwäbischen Wort „Farren“ ab, womit ein geschlechtsreifes männliches Hausrind, also ein Bulle oder Stier bezeichnet wird.